# Le Christ bénissant (Bellini, Paris)
Pour les articles homonymes, voir Le Christ bénissant.

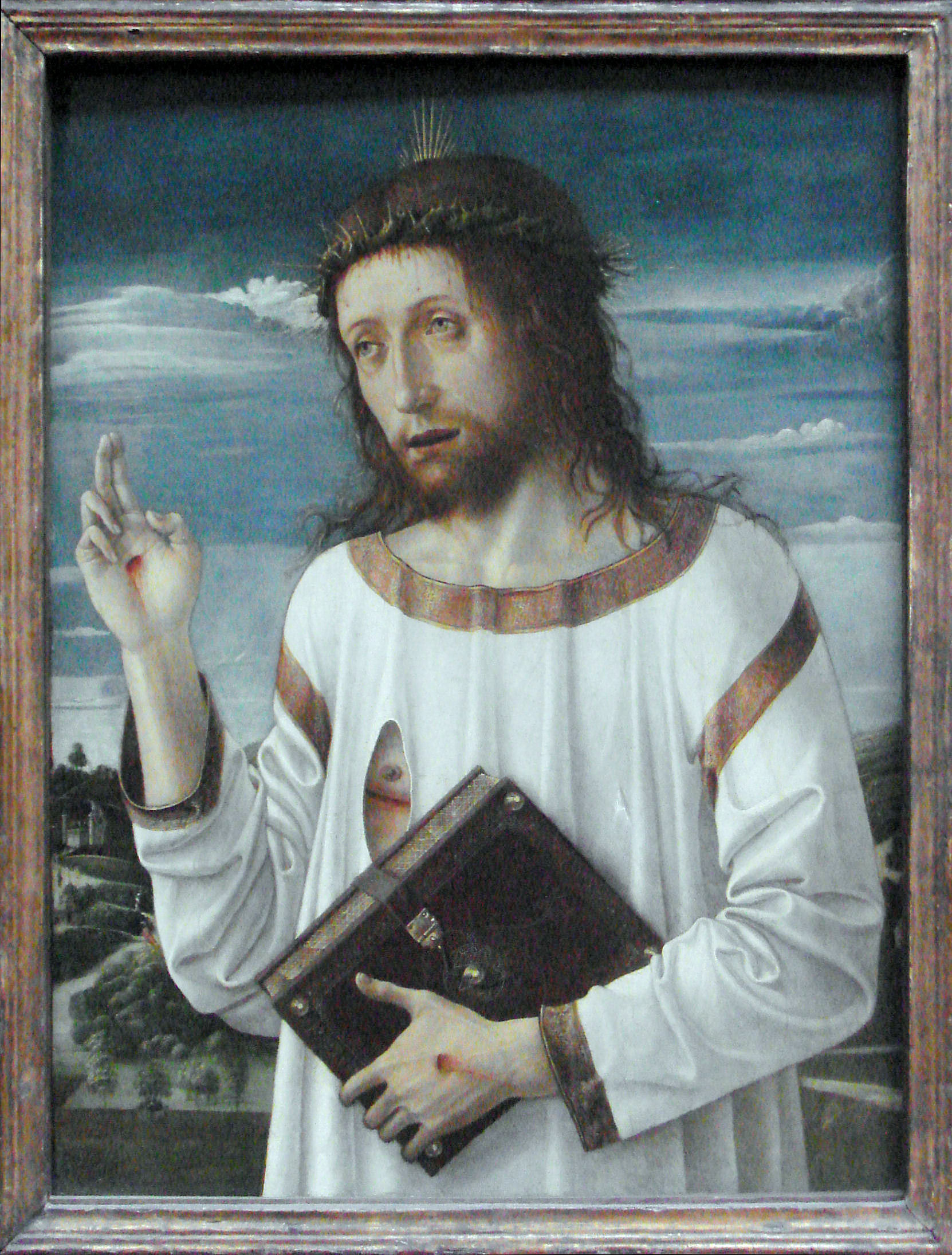
Le tableau entier, dans son cadre.

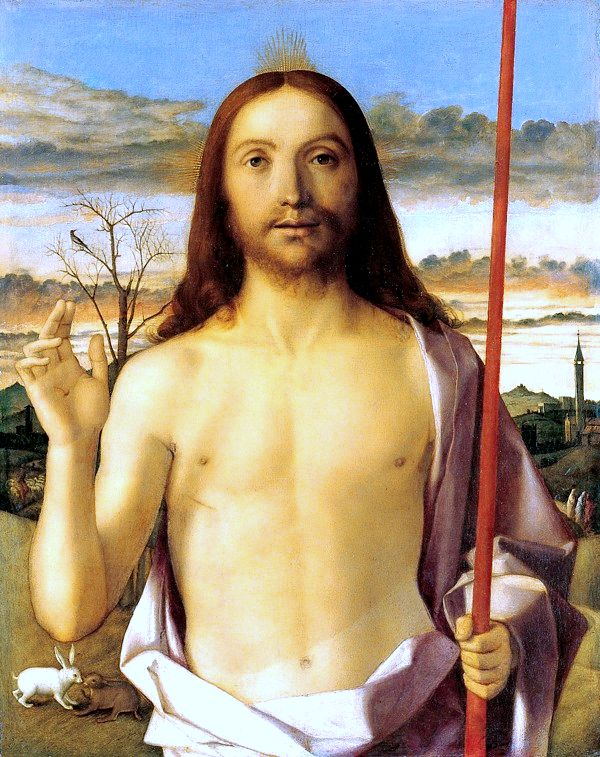
Le tableau du musée d'art Kimbell (Texas).

Le Christ bénissant  (en italien : Cristo benedicente) est une peinture religieuse de Giovanni Bellini. Le tableau est actuellement exposé au musée du Louvre.

## Histoire
On retrouve le tableau au couvent Santo Stefano de Venise, peut-être à la suite d'un don de son auteur.
Le prince Orlov puis le marchand d'art François Kleinberger en furent les propriétaires avant que, à la suite d'un legs, le musée du Louvre s'en porte acquéreur en 1912.

## Thème
Le Christ bénissant est une figure de l'iconographie christique traditionnelle : Jésus, de face, en pied ou en buste, lève la main droite avec deux doigts levés, en signe de bénédiction à destination des protagonistes présents ou plus généralement au monde.

## Description
Le Christ est représenté en buste, orienté légèrement vers la gauche du tableau, la tête penchée ; il est vêtu d'une chasuble blanche à festons dorés ; ses stigmates sont visibles au creux de ses mains, dont la droite est levée, deux doigts dressés en signe de bénédiction.
Un autre de ses stigmates est visible, celui de sa plaie au flanc droit, à travers une ouverture de son vêtement ; la couronne d'épines lui ceint le front et des rayons partent de sa tête sur le haut et les côtés mais sans forme d'auréole.
De sa main gauche, le Christ porte un livre avec son fermoir (anachronisme).
Un paysage occupe le fond de la composition, laissant voir à droite et à gauche des collines et, seulement à gauche, des bâtiments (tours, clochers ?). Un chemin sinueux porte deux personnages, un rouge et un blanc vers les édifices.
Le haut du ciel porte des nuages, allant du clair au bleu foncé.

## Analyse
Un autre des tableaux du maître, du même thème du Christ bénissant, est conservé au musée d'art Kimbell (Texas) avec une autre facture artistique.